# Diplocaulobium tropidophorum
Diplocaulobium tropidophorum là một loài thực vật có hoa trong họ Lan. Loài này được (Schltr.) A.D.Hawkes mô tả khoa học đầu tiên năm 1957.